# Kouazo
 Kouazo  est une  commune rurale de la préfecture de Ouham-Pendé, en République centrafricaine. Elle s’étend au nord de la ville de Bozoum. 

## Géographie
La commune de Kouazo est située au centre de la préfecture de l’Ouham-Pendé. La plupart des villages sont localisés suivant les axes routiers Bozoum – Tollé et Bozoum – Taley.
| Bocaranga | Mom    |             |
| Danayéré  | Kouazo | Dan-Gbabiri |
|           | Bozoum |             |

## Villages
Les villages principaux sont : Bogali, Manga et Bétara.
Située en zone rurale, la commune compte 37 villages recensés en 2003 : Aou, Baloua, Bangue, Beguida, Bétara, Bogali, Bokozeme, Borom, Boyele, Gbahoro, Goll, Karaza, Kokol, Kombé-Mbororo, Konaguila, Konaworon, Konékéré, Konkere, Kourou, Koyele, Lokone, Manga, Marsaka, Mbéré, Mboko, Mboko Foulbe, Mboko Haoussa, Merega, Ndoll, Ngang, Nguengueng, Ribo, Sabongari, Sangba, Tia, Wilikon, Wong.

## Éducation
La commune compte une école publique à Bétara, et trois écoles privées à Bokopélé, Tataley et Boyélé.

## Santé
La commune située dans la région sanitaire n°3 dispose de 5 postes de santé à Baloua, Kokol, Manga, Ndoll-Bassaï et à Mboko-Tatalé.